# Selecționata de fotbal a Extremadurei
Selecționata de fotbal a Extremadurei reprezintă provincia autonomă Extremadura în fotbalul internațional. Nu este afiliată la FIFA sau UEFA, fiind reprezentată internațional de Echipa națională de fotbal a Spaniei. Joacă doar meciuri amicale.

## Lot
- Casto (Real Betis Balompié)
- Ito (Córdoba CF)
- Enrique Ortiz (Cádiz CF)
- Sergio Benito (Deportivo de la Coruña B)
- David Cortés (Getafe CF)
- David Generelo (Real Zaragoza)
- Edu Moya (Celta de Vigo)
- Julián López de Lerma (Espanyol)
- Sergio Rodríguez (Granada CF)
- Ricardo Cavas (Alicante CF)
- Jorge Troiteiro (Lucena CF)
- José María Cidoncha Molina (CD Linares)
- Guzmán Casaseca (Córdoba CF)
- Alfonso Martínez Tete (Rayo Vallecano)
- Jesús Rueda Ambrosio (Real Valladolid)
- Manuel Parra (Sporting de Gijón B)
- Carlos Monje "Chirri" (Deportivo de la Coruña B)
- Agustín Fernández (CD Sabadell)
- Víctor Fernández (Real Valladolid)
- Javier Peral Javito (Aris Salónica FC)